# Piotr Pawłowski (aktor)

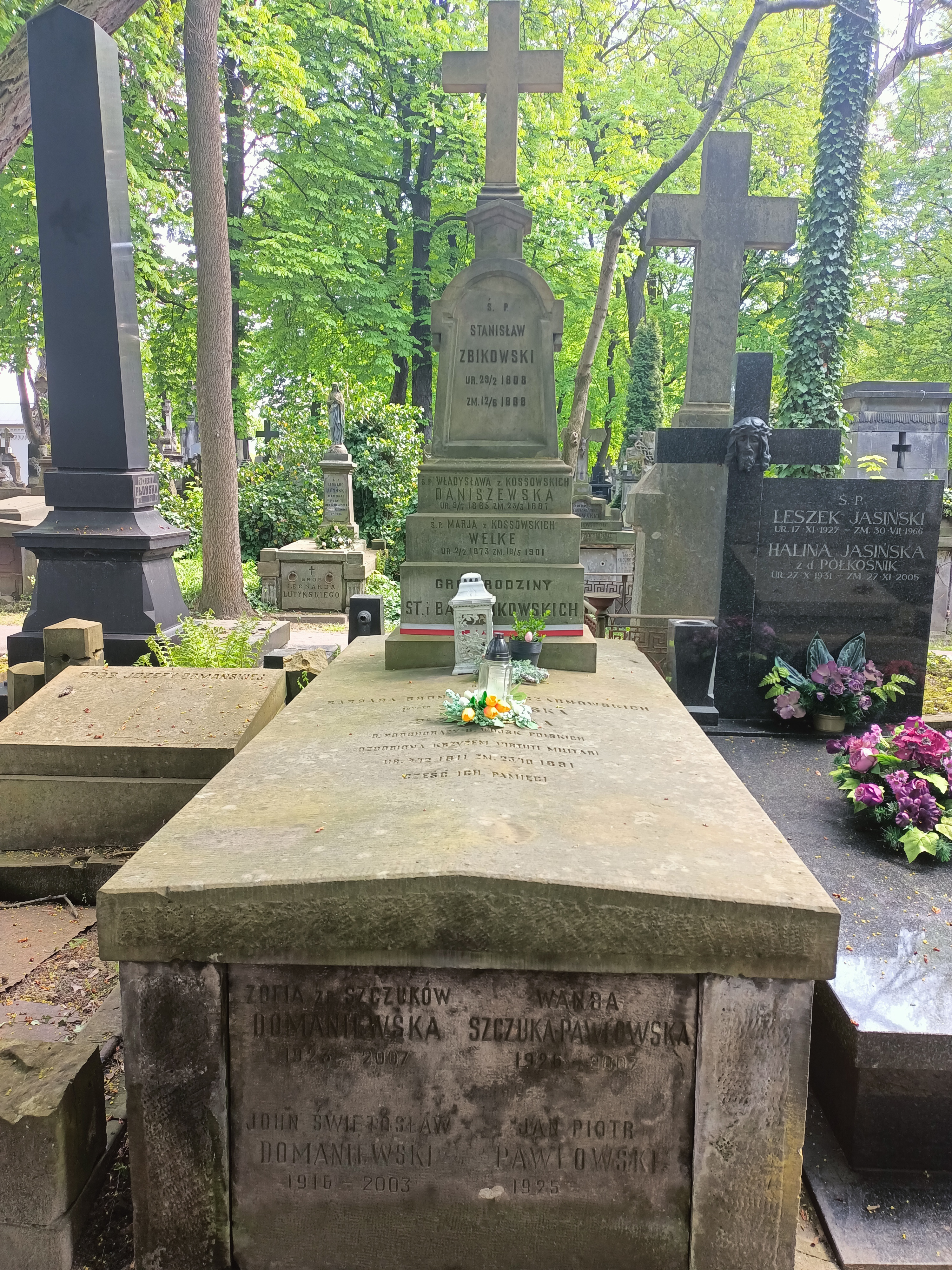
Grób Piotra Jana Pawłowskiego na cmentarzu Powązkowskim

Piotr Pawłowski; właśc. Jan Pawłowski (ur. 19 sierpnia 1925 w Miłosławiu, zm. 27 lutego 2012 w Warszawie) – polski aktor teatralny i filmowy oraz reżyser teatralny.

## Życiorys
W 1949 ukończył studia aktorskie w PWSA w Krakowie. 29 października 1949 debiutował jako aktor na scenie Teatru Rapsodycznego. W 1959 ukończył studia na Wydziale Reżyserii PWST w Krakowie i w tym samym roku zadebiutował jako reżyser teatralny.
Występował na scenach teatrów krakowskich: Rapsodycznego (w latach 1949–1952) i Starego (w latach 1952–1962) oraz warszawskich: Polskiego (w latach 1962–1969), Dramatycznego (w latach 1969–1971), Ludowego (w latach 1971–1973) i Ateneum (w latach 1973–1991).
W latach 1962–1994 wystąpił w blisko pięćdziesięciu spektaklach Teatru Telewizji. Zajmował się także reżyserią teatralną. Popularność przyniosły mu role filmowe; m.in. w ekranizacjach – Faraonie i Potopie, a przede wszystkim kreacje w serialach telewizyjnych: Kolumbowie, Polskie drogi, W labiryncie.
Pogrzeb aktora odbył się 6 marca 2012 w Warszawie. Po mszy świętej w kościele pw. św. Karola Boromeusza został pochowany na cmentarzu Powązkowskim (kw. 29-2-17).

## Filmografia
Filmy:
- Pigułki dla Aurelii (1958) jako mężczyzna w kapeluszu na rogu krakowskiej ulicy
- Kwiecień (1961) jako kpt. Tadeusz Hyrny, prokurator dywizji WP
- Głos z tamtego świata (1962) jako milicjant rozmawiający z rejentową
- Między brzegami (1962) jako lekarz
- Mężczyźni na wyspie (1962) jako Michalski
- Daleka jest droga (1963) jako Józef, przyjaciel Włodarczyka
- Zbrodniarz i panna (1963) jako Rogulski
- Nieznany (1964) jako chorąży
- Echo (1964) jako Alfred, przyjaciel Henryka
- Beata (1964) jako Karol Kłosowicz, ojciec Beaty
- Faraon (1965) jako arcykapłan Herhor
- Zejście do piekła (1966) jako prof. Georg Felix
- Ktokolwiek wie... (1966) jako oficer MO
- Zmartwychwstanie Offlanda (1967) dr Lilus
- Twarzą w twarz (1967) jako urzędnik Kozłowski
- Kiedy miłość była zbrodnią (1967) jako lekarz badający więźniów
- Zbrodniarz, który ukradł zbrodnię (1969) jako dr Leśniakiewicz, ojczym Kernera
- Podróżni jak inni (1969) jako Franciszek
- Sygnały MMXX (1970; tyt. oryg. – Signale – Ein Weltraumabenteuer) jako komendant „Łajki” Weikko
- Polonez Ogińskiego (1971; tyt. oryg. – Połonez Oginskogo) jako organista
- System (1971) jako pacjent nad lisią jamą
- Jak daleko stąd, jak blisko (1971) jako ojciec Andrzeja
- Godzina szczytu (1973) jako Andrzej, kochanek Ewy
- Potop (1974) jako król Jan II Kazimierz
- Kazimierz Wielki (1975) jako Grot, biskup krakowski
- Skazany (1976) jako sędzia
- Zielone, minione... (1976) jako narzeczony Anusi
- Olśnienie (1976) jako były dyrektor PGR-u
- Żołnierze wolności (1977; tyt. oryg. – Sołdaty Swobody) jako Leopold Okulicki
- Lekcja martwego języka (1979) jako dr Stieglitz
- Pogotowie przyjedzie (1981) jako Bronek Jankowski
- Rośliny trujące (1985) jako ojciec Adama
- Wyrównanie rachunku (1987; org tyt. – Pay off)
- Gwiazda Piołun (1988) jako generał
- Jemioła (1988) jako lekarz
- Czarny wąwóz (1989) jako pruski generał
- Przeklęta Ameryka (1991)
- Rozmowa z człowiekiem z szafy (1993) jako Śmierć
- Faustyna (1994) jako arcybiskup, metropolita wileński
- Gracze (1995) jako ojciec Jana

Seriale telewizyjne:
- Stawka większa niż życie (1967–1968) jako Adam Schmidt (w odc. 5. pt. Ostatnia szansa)
- Kolumbowie (1970) jako ojciec „Kolumba”
- Dyrektorzy (1975) jako prokurator wojskowy, szef Drozdowskiego (w odc. 3.)
- Polskie drogi (1976–1977) jako Leopold Niwiński, ojciec Władka
- Układ krążenia (1977–1978) jako dr Adam Bilski (w odc. 5.)
- Najdłuższa wojna nowoczesnej Europy (1979–1981) – narrator
- Dom (1979-2000) jako lekarz psychiatra, biegły na procesie Kazanowicza (gościnnie w odc. 9.)
- Vera Lenz (1987; tyt. oryg. – Vera – Der schwere Weg der Erkenntnis) jako lord Cavendish
- Kanclerz (1989) jako Jean de Monluc, wysłannik Walezego (w odc. 1.)
- W labiryncie (1988–1991) jako prof. Jerzy Suchecki
- Maria Curie (1991) jako prof. Kowalski

Źródło:.